# Sant'Agata Feltria
Sant'Agata Feltria é uma comuna italiana da região dos Marche, Província de Pesaro e Urbino, com cerca de 2.286 habitantes. Estende-se por uma área de 79 km², tendo uma densidade populacional de 29 hab/km². Faz fronteira com Badia Tedalda (AR), Casteldelci, Novafeltria, Pennabilli, Sarsina (FC), Sogliano al Rubicone (FC), Verghereto (FC).

## Demografia
| Variação demográfica do município entre 1861 e 2011                               |
|                                                                                   |
| Fonte: Istituto Nazionale di Statistica (ISTAT) - Elaboração gráfica da Wikipedia |